# 顾兆勋
顾兆勋（1908年3月24日—2000年2月20日），男，北京人，中国水力学专家，河海大学教授。

## 生平
1908年3月24日生于北京。1932年毕业于交通大学唐山工程学院（西南交通大学前身）土木系，获工学学士学位。期间与黄万里是同窗。1932年至1937年，在铁路系统任工务员，并在上海国立交通大学任助教。1937年至1940年，在英国曼彻斯特大学学习，获硕士及哲学博士学位。1940年在抗日战争背景下回国，在四川省水利局任工程师，并主持灌县水工试验室的工作。1942年春，到国立中央大学水利系任教授，兼系主任。1949年南京解放后，任南京工学院水力系教授。1952年院系调整时，参与并创建华东水利学院（1985年改称河海大学），并长期担任河川系主任。兼任中国水利学会水力学专业委员会副主任。1952年加入九三学社，1956年加入中国共产党。2000年2月20日在南京逝世。

## 贡献
主要从事水力学及河流动力学的教学和科研工作，代表性论文有“溢流反弧段减免气蚀的合理形式”、“溢流坝反弧段的参气水流特征”等。著有《水力学》，主编《环境水力学》等。诗集《玫轩吟草》。

## 家庭
1942年，经人介绍，顾兆勋认识了护士陈玉文，1943年10月成婚。结婚七年后，陈玉文早逝，留下三个幼小的儿子。顾兆勋把对亡妻的思念写入诗中，收录在河海大学出版社1990年出版的诗集《玫轩吟草》中。